# Khalida Furugh
Khalida Furugh (Kabul 1972; en persa: خالده فروغ‎ ) es una poeta y académica de Afganistán. Considerada una de las principales poetas del país.

## Biografía
Khalida Furugh nació en Kabul en 1972. Después de graduarse de la escuela secundaria, estudió literatura en la Universidad de Kabul. Al principio de su carrera, se unió al departamento de artes y literatura de Radio Afganistán y, finalmente, se convirtió en directora de la sección de literatura en 1994. Dejó Afganistán durante el gobierno de los talibanes en la década de 1990 y principios de la de 2000, vivió en Pakistán y luego regresó después de su caída. Reconocida por su escritura que es muy popular en Afganistán. Ha sido descrita como una de las poetas más prometedoras de su generación y es considerada una de las principales poetas femeninas de su país.  Khalida Furugh es miembro de la facultad de la Universidad de Kabul, donde enseña lengua y literatura persa. Además ha escrito obras de crítica literaria y produjo un programa literario para el canal TOLO TV. Durante su estancia en Pakistán, dirigió la revista Sadaf . Y es miembro destacada del Centro PEN de Afganistán.

## Obra
Su escritura está ligada a su origen e identidad persas, incorporando elementos de la mitología persa. Busca reconciliar el pasado y el presente de Afganistán. Su trabajo también trata sobre los roles de las mujeres en la sociedad, aunque rechaza la idea de que existe una forma distinta de poesía "femenina" o "masculina", argumentando que la escritura poética no está inextricablemente vinculada a un género binario.   
Ha publicado al menos seis libros de poesía, entre ellos
- 1994, Resurrection of Mithra / La Resurrección de Mithra.
- 2007, Always Five in the Afternoon / Siempre las cinco de la tarde.
- 2001, In Streets of Sleep and Memories /En las calles del sueño y los recuerdos.
- 2009, Cemetery Is Endless Novel / El cementerio es una novela interminable.
- 2009, In World's Empty Alley / En el callejón vacío del mundo.
- 2012, My Tomorrow Happened Yesterday/ Mi mañana ocurrió ayer.